# Direct-to-video
Direct-to-video (англ. відразу на відео також відомий під назвами direct-to-VHS, direct-to-DVD, direct-to-Blu-ray, direct-to-digital, etc.) — сталий англомовний вираз, що вживається для позначення категорії дешевих чи невдалих з погляду прокатних перспектив кінокартин. Іншим випадком є випуск картин, які не передбачаються для показу на широких екранах — тільки для домашнього перегляду. Фільми direct-to-video як правило випускаються без будь-якої реклами на відеоносії, без виходу в кінопрокат.

## Приклади невдалого прокату
З низки прикладів фільмів direct-to-video варто виділити «Король-лев 2: Гордість Сімби» — сиквел популярного оскароносного анімаційного фільму «Король Лев»: мультфільм, попри велику кількість запрошених на озвучування персонажів кінозірок, здався продюсерам з The Walt Disney Company настільки невдалим, що вони вирішили не випускати його на широкі екрани в кінотеатри.